# Robert von Keudell
Robert von Keudell, född 27 februari 1824 i Königsberg (nuvarande Kaliningrad), död 26 april 1903 i Königsberg in der Neumark, var en tysk diplomat. Han var i sitt äktenskap med en dotter till hertig Ernst av Würtemberg far till Walter von Keudell.
Keudell kallades från den civila ämbetsmannabanan, där han avancerat till regeringsråd i Breslau, 1863 av Otto von Bismarck till tjänstgöring i preussiska utrikesministeriet, där han 1864 blev föredragande råd och 1870 geheimelegationsråd. Han förstod att i hög grad vinna Bismarcks förtroende och var honom följaktig under fälttåget i Böhmen 1866, vid världsutställningen 1867 i Paris, under fransk-tyska kriget 1871–72 samt vid besöken i Gastein och Salzburg 1871. Sistnämnda år blev han Tyska rikets sändebud i Konstantinopel, förflyttades 1873 till Rom, blev ambassadör där 1876 och tog avsked 1887. 
Keudell anses ha väsentligt bidragit till trippelalliansens åstadkommande mellan Tyskland, Österrike-Ungern och Italien. Åren 1888–93 var han medlem av preussiska deputeradekammaren och 1871–72 samt 1890–93 av tyska riksdagen. Han utgav memoarverket Fürst und Fürstin Bismarck, Erinnerungen aus den Jahren 1846-1872 (1901).